# تو يو (أغنية)
«تو يو» (بالإنجليزية: 2U)‏ هي أغنية للدي جي الفرنسي دافيد غيتا مع المغني الكندي جاستن بيبر. تم إصداراها في 9 يونيو 2017 من قبل شركة وات آ ميوزك كأغنية قيادية من ألبوم غيتا الإستديو السابع 7 (2018). كتبها دافيد غيتا وجورجيو توينفورت وجايسون بويد وجاستن بيبر، وأنتجها أول اثنان.

## القائمة
- التحميل الرقمي[4]

1. «تو يو» – 3:15

- التحميل الرقمي – ريمكس روبن شولز[5]

1. «تو يو» (ريمكس روبن شولز) – 5:21

- التحميل الرقمي – ريمكس جلوين ذا دارك[6]

1. «تو يو» (ريمكس جلوين ذا دارك) – 3:30

- التحميل الرقمي – ريمكس مورتن[7]

1. «تو يو» (ريمكس مورتن) – 3:49

- التحميل الرقمي – ريمكس أفروجاك[8]

1. «تو يو» (ريمكس أفروجاك) – 4:24

- التحميل الرقمي – ريمكس ريهاب[9]

1. «تو يو» (ريمكس ريهاب) – 2:36

- التحميل الرقمي – ريمكس إف آر إن دي إس[10]

1. «تو يو» (ريمكس إف آر إن دي إس) – 3:09

## وصلات خارجية
- كلمات الأغنية الكاملة على مترولايركس
- "تو يو" (فيكتوريا سيكريت آنجلز ليب سينك) على يوتيوب